# Treasure Island Dizzy
Treasure Island Dizzy, scritto anche Dizzy II su schermo, è un videogioco a piattaforme d'avventura dinamica pubblicato nel 1988-1989 per gli home computer Amiga, Amstrad CPC, Atari ST, Commodore 64 e ZX Spectrum dalla Codemasters. È il secondo della serie di Dizzy su un personaggio-uovo, il primo uscito per Amiga e Atari ST. Questa volta Dizzy si trova perduto su un'isola tropicale e, oltre a raccogliere i consueti oggetti per risolvere i rompicapo, deve trovare una serie di monete d'oro.
Una versione per la console Nintendo Entertainment System uscì solo all'interno della raccolta Super Adventure Quests (o Quattro Adventure in Nordamerica) del 1993 e una per Amiga CD32 solo nella raccolta The Big 6. Un'edizione commerciale per il retrogaming su Atari Jaguar uscì nel 2018.
Conversioni non ufficiali esistono per Atari 8-bit e SAM Coupé.